# Harold Grad
Pour les articles homonymes, voir Grad.
Harold Grad est né le 23 janvier 1923 à New York et est décédé dans cette même ville le 17 novembre 1986. Il est un mathématicien appliqué, connu pour ses travaux en physique statistique appliquée aux plasmas et à la magnétohydrodynamique.

## Biographie
Grad a reçu une licence (bachelor) en génie électrique au collège Cooper Union en 1943 et un master à l'Université de New York en 1945. Il obtient son doctorat sous la direction de Richard Courant en 1948. Sa thèse portait sur l'approximation de l'équation de Boltzmann. Il intègre alors l'Institut Courant à partir de 1948 en tant que professeur associé puis professeur titulaire de 1957 jusqu'à sa mort. Grad a travaillé dans le domaine de la magnétohydrodynamique et la physique des plasmas, en particulier les applications à la fusion nucléaire. Il a dirigé le département magnétohydrodynamique à partir de 1956 jusqu'en 1980.

## Travaux
En mécanique statistique, il a proposé dans sa thèse une nouvelles méthode pour la résolution de l'équation de Boltzmann. Harold Grad a été le fondateur de la division magnétohydrodynamique de l'Institut Courant et a dirigé celle-ci jusqu'à peu de temps avant sa mort.
De 1964 à 1967 et de 1974 à 1977 il est membre du comité consultatif pour l'énergie de fusion à Oak Ridge National Laboratory.
Grad est très impliqué dans de nombreux projets de fusion nucléaire en particulier les méthodes de confinement du plasma comme le miroir magnétique ou les systèmes toriques.

## Récompenses
Il est  boursier de la fondation John-Simon-Guggenheim en 1981.
Il a reçu Médaille Eringen de la société des sciences de l'ingénieur (États-Unis) en 1982.
En 1986, il a reçu le Prix James Clerk Maxwell en physique des plasmas décerné par la Société américaine de physique.
En 1970, il est devenu un membre de l'Académie nationale des sciences (États-Unis).
L'Institut Courant offre le prix Harold Grad Memorial aux étudiants remarqués pour leurs qualités exceptionnelles.